# Mercedes-Benz MB 518
Der Mercedes-Benz-Motor der Baureihe MB 518 ist ein Dieselmotor für den Antrieb von schnellen Behörden- und Marinebooten sowie Motoryachten.

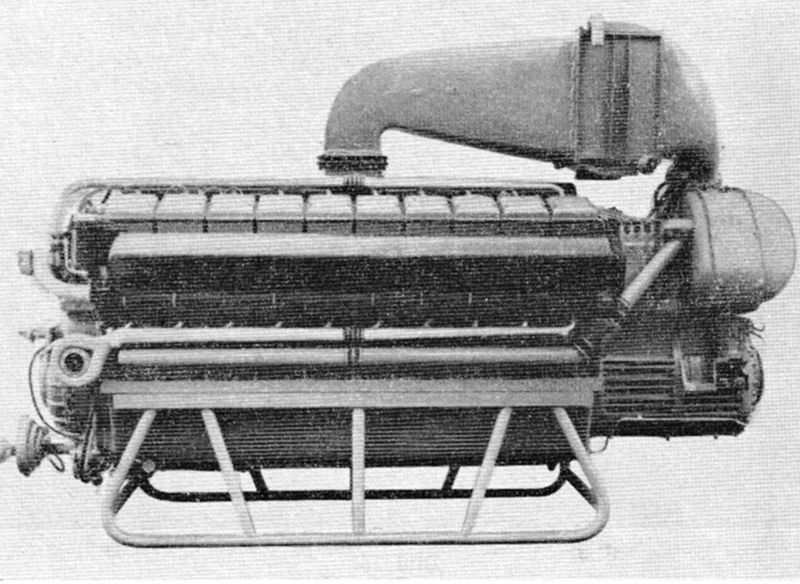
Dieselmotor Typ MB 518

## Entwicklung
Der MB 518 wurde schon in den 1940er Jahren als MB 501 fast ausschließlich für die Nutzung in Schnellbooten gebaut und war eine Weiterentwicklung des Luftschiffmotors LOF 6, der auch dem Luftschiff Hindenburg als Antrieb diente. 1951 wurde dieser Hochleistungsmotor wieder produziert und zunächst nur exportiert. Die Motoren wurden dann bei der Bundesmarine in Schnellbooten der Silbermöwe-, Jaguar- und Zobel-Klasse eingebaut und in mehr als 35 Länder in Europa, Amerika, Afrika und Asien exportiert.

## Technische Daten
Der Motor ist ein schnelllaufender 20-Zylinder-Viertakt-Dieselmotor mit einem Zylinderwinkel von 40 Grad und 134,4 Litern Hubraum. Das zweiteilige Motorgehäuse ist aus einer seewasserbeständigen Aluminiumlegierung gegossen, beide Teile sind mit Zugankern verschraubt. Die Kurbelwelle ist geschmiedet und läuft in elf doppelreihigen Wälzlagern, die bis auf das Lager elf konstruktionsbedingt geteilt sind. Im Gehäuseunterteil sammelt sich das Motoröl und wird von dort in den Ölsammelbehälter gepumpt (Trockensumpfschmierung). Der Motor wird mit Druckluft angelassen und umgesteuert, das Aufladegebläse wird mechanisch angetrieben. An der kraftabgebenden Seite ist ein Planetengetriebe mit Kupplung angebaut. Die Untersetzung beträgt 1,72:1. Bei einem Motorgewicht von 4800 bis 5390 kg beträgt das Leistungsgewicht rund 1,5 kg/PS.
Die Zylinder bestehen aus Zylinderkopf, Laufbuchse und Kühlwassermantel und werden als Einheit im Gehäuseoberteil eingesetzt. Im Zylinderkopf sind je zwei Ein- und Auslassventile um die zentrale Vorkammer angeordnet. Die Einlassventile sind mit Rotocaps versehen. Die beiden seitlich im Motorgehäuse liegenden Nockenwellen sind rollengelagert und zum Umsteuern verschiebbar. Sie betätigen die Ventile über Rollenstößel, Stoßstangen und Kipphebel. In 18 Zylinderköpfen sind Luftanlassventile eingebaut. Die Hauptpleuel sind als Gabelpleuel ausgebildet und laufen mit den Nebenpleueln in Gleitlagern. Die Leichtmetallkolben haben zwei Ölabstreifringe und drei Kolbenringe.
An der Vorderseite des Motors ist der Räderkasten angebracht. Von dort werden die beiden Nockenwellen, zwei Kühlwasserpumpen, vier Einspritzpumpen, zwei Kraftstoffförderpumpen, der Einspritzzeitpunktversteller, der öldruckgesteuerte Regler, die Motorölpumpen und die Seewasserpumpe angetrieben. Die Seewasserpumpe beschickt mehrere Kühlkreisläufe; für das Motorkühlwasser (Süßwasser), das Motoröl und in den Ausführungen C und D für die Ladeluft.

## Varianten
| Daimler-Benz          | Daimler-Benz                        | Daimler-Benz                        | Daimler-Benz                        |
| 1951–1973             | 1951–1973                           | 1951–1973                           | 1951–1973                           |
| --------------------- | ----------------------------------- | ----------------------------------- | ----------------------------------- |
| Diesel                |                                     |                                     |                                     |
| Motor                 | MB 518                              | MB 518                              | MB 518                              |
| Ausführungen          | B                                   | C                                   | D                                   |
| MTU                   |                                     | MB 20V 672 M                        | MB 20V 672 T                        |
| Masse                 | 4800 bis 5390 kg je nach Ausführung | 4800 bis 5390 kg je nach Ausführung | 4800 bis 5390 kg je nach Ausführung |
| L × B × H             | 4520 mm × 1581 mm × 2420 mm         | 4520 mm × 1581 mm × 2420 mm         | 4520 mm × 1581 mm × 2420 mm         |
| Baujahr               |                                     | ab 1966                             | ab 1968                             |
| Dauerleistung         | 2275 PS (1,7 MW) bei 1720/min       | 2500 PS (1,8 MW) bei 1720/min       | 2900 PS (2,1 MW)                    |
| Höchstleistung        | 3000 PS (2,2 MW)                    | 3000 PS (2,2 MW)                    | 3500 PS (2,6 MW) bei 1700/min       |
| Maximales Drehmoment  | ?                                   | ?                                   | 12 kN·m bei ?/min                   |
| Gemischbildung        | Vorkammereinspritzung               | Vorkammereinspritzung               | Vorkammereinspritzung               |
| Bauart                | V20, Zylinderbankwinkel 40°         | V20, Zylinderbankwinkel 40°         | V20, Zylinderbankwinkel 40°         |
| Hubraum               | 134,4 l                             | 134,4 l                             | 134,4 l                             |
| Bohrung               | 185 mm                              | 185 mm                              | 185 mm                              |
| Hub                   | 250 mm                              | 250 mm                              | 250 mm                              |
| Aufladung             | ohne                                | Kompressor                          | Turbolader                          |
| Ladeluftkühler        | ohne                                | ja                                  | ja                                  |
| Kühlung               | Wasser                              | Wasser                              | Wasser                              |
| Kolbengeschwindigkeit | 14,4 m/s                            | 14,4 m/s                            | 14,4 m/s                            |

Die Weiterentwicklungen des MB 518 sind der MB 518 B und MB 518 C (MB 20V 672 M) mit mechanischem Ladegebläse sowie der MB 518 D (MB 20V 672 T) mit Abgasturbolader. Das Ladegebläse (bei späteren Versionen Turbolader) ist auf der Abtriebsseite montiert. Der Ladeluftkühler ist stehend über dem Motor angebracht. Bei gleichbleibenden Grunddaten haben die Motoren als 518 B eine Dauerleistung von 2275 PS (1673 kW) mit einer Höchstleistung von 3000 PS (2206 kW) für 30 Minuten innerhalb von sechs Stunden, als 518 C eine Dauerleistung von 2500 PS (1839 kW) mit 3000 PS (2206 kW) Höchstleistung und der 518 D eine Dauerleistung von 2900 PS (2133 kW) mit 3500 PS (2574 kW) Höchstleistung.